# 李叶
李叶（1988年7月11日—），又名叶丹丹，企业家，原香港冰舞选手。

## 生平
李叶生於北京市的中國人民解放軍總醫院，是李小勇与叶小燕之女，她的祖父是原国务院总理李鹏，外曾祖父是北伐名将、新四军首任军长叶挺将军。她5岁时移居香港，后又随父母迁居新加坡。幼年时她曾是一位童星，1997年在她舅父叶大鹰执导的电影《红色恋人》中饰演“靳”（由张国荣饰）的女儿“小明珠”。
李叶于10岁时开始学习花样滑冰。2004年，她与搭档索斌代表香港参加亚洲花样滑冰锦标赛并在冰舞比赛中名列第五。2005年，他们又在南京举办的第十届全运会上获得冰舞比赛的第五名。同年，他们再度参加亚洲锦标赛并夺得冰舞项目的铜牌。
2007年，李叶参演叶大鹰执导的电视剧《西安事变》并饰演杨虎城的养女赵文青（虚构人物）一角。
李叶曾就读于香港美国国际学校。离开花样滑冰赛场的李叶后来回到北京读大学。毕业后她开始创业，成为了一名企业家。2016年，李叶创立了“NGCC新生代协同中国”（Next Generation Collaborative China）并担任主席一职，以帮助年轻的“富二代”、“创二代”、“星二代”们摆脱社会上的负面印象。此外，她还是北京传承创新创业促进中心理事长、VK Group（万星集团）总裁。2019年，她曾担任西安国际时尚周组委会副主席。喜爱葡萄酒的李叶还在法国波尔多右岸的波美侯产区拥有一家小酒庄。
李叶的丈夫刘诗冉是原国务院副总理谷牧之孙。他是NGCC新生代协同中国监事长。
李叶还是国际滑冰联盟的一位国际级裁判。2022年，李叶出任香港滑冰联盟司库，并担任执委会成员（其母叶小燕为香港滑冰联盟主席）。